# Naoko Yamazaki
Naoko Yamazaki (japonès: 山崎 直子, Yamazaki Naoko; Matsudo, Chiba, Japó, 27 de desembre de 1970) és una astronauta japonesa de la JAXA, la segona dona d'aquesta nacionalitat en convertir-se en astronauta després de Chiaki Mukai.
Es va titular en enginyeria aeroespacial a la Universitat de Tòquio el 1993.
El 5 d'abril de 2010, Yamazaki va viatjar a l'espai en el transbordador Discovery com a part de la missió STS-131. Va retornar a la Terra el 20 d'abril de 2010.
Actualment realitza estudis de doctorat a la mateixa universitat.